# Communauté de communes de l'Aillantais
La communauté de communes de l'Aillantais est une communauté de communes française, située dans le département de l'Yonne en région Bourgogne-Franche-Comté.

## Historique
Elle est créée le 30 décembre 1993.
Le 1er janvier 2016, les communes de Saint-Aubin-Château-Neuf et de Saint-Martin-sur-Ocre fusionnent pour constituer la commune nouvelle du Val d'Ocre et les communes de Guerchy, Laduz, Neuilly et de Villemer fusionnent pour constituer la commune nouvelle de Valravillon.
Le 1er janvier 2017, les communes d'Aillant-sur-Tholon, de Champvallon, de Volgré et de Villiers-sur-Tholon fusionnent pour constituer la commune nouvelle de Montholon.

## Territoire communautaire

### Composition
La communauté de communes est composée des 13 communes suivantes :

| Nom                       | Code Insee | Gentilé         | Superficie (km2) | Population (dernière pop. légale) | Densité (hab./km2) |
| ------------------------- | ---------- | --------------- | ---------------- | --------------------------------- | ------------------ |
| Montholon (siège)         | 89003      |                 | 50,08            | 2 730 (2022)                      | 55                 |
| Chassy                    | 89088      |                 | 16,45            | 475 (2022)                        | 29                 |
| La Ferté-Loupière         | 89163      | La-Fertois      | 30,48            | 547 (2022)                        | 18                 |
| Fleury-la-Vallée          | 89167      | Fleuryvalliens  | 15,06            | 1 019 (2022)                      | 68                 |
| Merry-la-Vallée           | 89251      | Mérillons       | 18,31            | 361 (2022)                        | 20                 |
| Les Ormes                 | 89281      | Ormois          | 8,55             | 284 (2022)                        | 33                 |
| Poilly-sur-Tholon         | 89304      | Pollyaciens     | 19,56            | 670 (2022)                        | 34                 |
| Saint-Maurice-le-Vieil    | 89360      | Viel-Mauriciens | 4,93             | 372 (2022)                        | 75                 |
| Saint-Maurice-Thizouaille | 89361      |                 | 1,95             | 255 (2022)                        | 131                |
| Senan                     | 89384      | Senanais        | 17,54            | 680 (2022)                        | 39                 |
| Sommecaise                | 89397      |                 | 15,53            | 387 (2022)                        | 25                 |
| Le Val d'Ocre             | 89334      |                 | 29,47            | 559 (2022)                        | 19                 |
| Valravillon               | 89196      |                 | 37,05            | 1 777 (2022)                      | 48                 |

### Démographie
| 1968  | 1975  | 1982  | 1990  | 1999  | 2006  | 2011   | 2016   |
| ----- | ----- | ----- | ----- | ----- | ----- | ------ | ------ |
| 7 609 | 7 681 | 8 181 | 8 494 | 8 953 | 9 993 | 10 304 | 10 425 |

## Administration

### Siège
Le siège de la communauté de communes est situé à Montholon.

### Conseil communautaire
L'intercommunalité est gérée par un conseil communautaire composé de délégués issus de chacune des communes membres.
Depuis les élections municipales de 2014, ils sont 29,.
Ils sont répartis comme suit :
| Nombre de délégués | Communes |
| ------------------ | --- |
| 8                  | Montholon |
| 5                  | Valravillon |
| 3                  | Fleury-la-Vallée |
| 2                  | Poilly-sur-Tholon, Senan, Le Val d'Ocre                                                                              |
| 1                  | Chassy, La Ferté-Loupière, Merry-la-Vallée, Les Ormes, Saint-Maurice-le-Vieil, Saint-Maurice-Thizouaille, Sommecaise |

### Présidence
La communauté de communes est présidée par Mahfoud Aomar. Il est assisté de six vice-présidents.
| Période                                  | Période  | Identité      | Étiquette | Qualité                            |
| ---------------------------------------- | -------- | ------------- | --------- | ---------------------------------- |
| Les données manquantes sont à compléter. |          |               |           |                                    |
| [Quand ?]                                | En cours | Mahfoud Aomar | DVD       | Maire de Valravillon (depuis 2016) |

### Compétences
- Collecte et traitement des déchets des ménages et déchets assimilés
- Protection et mise en valeur de l'environnement
- Activités culturelles ou socioculturelles
- Opération programmée d'amélioration de l'habitat (OPAH)
- Autres

#### Autres adhésions
- Syndicat mixte de la fourrière animale du centre Yonne
- Syndicat mixte d'étude pour la valorisation et le traitement des déchets ménagers et assimilés centre Yonne

### Régime fiscal et budget
Le régime fiscal de la communauté de communes est la fiscalité professionnelle unique (FPU).